# Distria Krasniqi

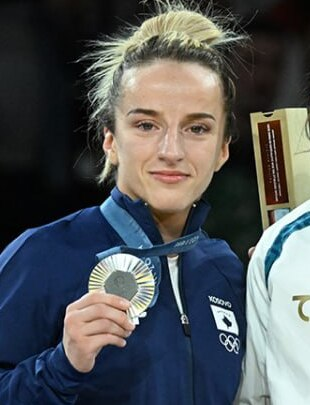
Distria Krasniqi, 2024

Distria Krasniqi (* 10. Dezember 1995 in Peć (heute Peja), BR Jugoslawien) ist eine kosovarische Judoka. Die Olympiasiegerin und Europameisterin von 2021 gewann 2019 und 2022 eine Bronzemedaille bei den Weltmeisterschaften. 2024 wurde sie im Frühjahr zum zweiten Mal Europameisterin und im Sommer Olympiazweite.

## Karriere
Distria Krasniqi kämpfte bis zum Sommer 2018 meist im Halbleichtgewicht, der Gewichtsklasse bis 52 Kilogramm. 2012 war sie Dritte der U23-Europameisterschaften, 2013 gewann sie Bronze bei den Junioreneuropameisterschaften. 2015 war sie erneut Dritte der Junioreneuropameisterschaften und kurz darauf gewann sie den Titel bei den U21-Weltmeisterschaften. 2016 war sie U23-Europameisterin. 2017 belegte sie sowohl bei den Europameisterschaften als auch bei den Weltmeisterschaften den siebten Platz, bei den U23-Europameisterschaften verteidigte sie ihren Titel aus dem Vorjahr erfolgreich. 2018 erreichte sie durch einen Halbfinalsieg über die Türkin İrem Korkmaz das Finale bei den Europameisterschaften in Tel Aviv und unterlag dann der Russin Natalja Kusjutina. Zwei Monate später bezwang sie İrem Korkmaz auch im Halbfinale der Mittelmeerspiele in Tarragona. Im Finale gewann sie gegen die Italienerin Odette Giuffrida.
Danach wechselte Distria Krasniqi ins Superleichtgewicht, die Gewichtsklasse bis 48 Kilogramm. Dadurch wich sie in der Qualifikation für die Olympischen Spiele 2020 Majlinda Kelmendi aus, der Olympiasiegerin 2016 im Halbleichtgewicht, und  Nora Gjakova, der Europameisterin 2018 im Leichtgewicht. Ende 2018 belegte Krasniqi in ihrer neuen Gewichtsklasse beim Grand-Slam-Turnier in Abu Dhabi den zweiten Platz hinter der Mongolin Mönchbatyn Urantsetseg. Kurz darauf gewann sie das Grand-Prix-Turnier in Taschkent. Anfang 2019 war sie hinter der Japanerin Ami Kondo Zweite beim Grand-Slam-Turnier in Paris. Bei den Weltmeisterschaften 2019 in Tokio gewann Krasniqi das Viertelfinale gegen die Argentinierin Paula Pareto. Nach ihrer Halbfinalniederlage gegen die Japanerin Funa Tonaki gewann die Kosovarin den Kampf um eine Bronzemedaille gegen die Spanierin Laura Martínez. 2020 gewann sie die Grand-Slam-Turniere in Paris im Halbleichtgewicht und in Budapest im Superleichtgewicht. Bei den Europameisterschaften in Prag trat sie im Superleichtgewicht an und unterlag im Viertelfinale der Französin Shirine Boukli. Mit zwei Siegen in der Hoffnungsrunde gewann sie eine Bronzemedaille. 2021 siegte sie im Finale der Europameisterschaften in Lissabon gegen die Ukrainerin Darja Bilodid. Bei den Olympischen Spielen in Tokio bezwang Krasniqi im Viertelfinale die Taiwanerin Lin Chen-hao und im Halbfinale die Mongolin Mönchbatyn Urantsetseg. Mit ihrem Finalsieg über die Japanerin Funa Tonaki gewann Krasniqi die olympische Goldmedaille.
2022 gewann Krasniqi nun wieder im Halbleichtgewicht bei den Europameisterschaften in Sofia eine Bronzemedaille. Nachdem sie im Viertelfinale gegen die Französin Amandine Buchard verloren hatte, schlug sie in der Hoffnungsrunde Fabienne Kocher aus der Schweiz und Mascha Ballhaus aus Deutschland. Anfang Juni 2022 siegte Krasniqi beim Grand Slam in Tiflis. Ende Juni bezwang sie im Finale des Mittelmeerspiele 2022 in Oran die Kroatin Ana Viktorija Puljiz. Drei Monate später gewann Krasniqi die Bronzemedaille bei den Weltmeisterschaften in Taschkent. Im November 2023 bei den Europameisterschaften in Montpellier unterlag Krasniqi im Finale der Französin Amandine Buchard. Im April 2024 fanden die Europameisterschaften in Zagreb statt. Diesmal siegte die Kosovarin im Finale gegen die Italienerin Odette Giuffrida. Bei den Olympischen Spielen 2024 in Paris wurde sie Zweite.